# Kemal Beharić
Kemal Beharić (* 13. August 1956) ist ein ehemaliger jugoslawisch-österreichischer Fußballspieler.

## Karriere

### Als Spieler
Beharić spielte bis 1982 beim FK Borac Banja Luka. Zur Saison 1982/83 wechselte er nach Österreich zum Bundesligisten SK Austria Klagenfurt. Sein Debüt in der 1. Division gab er im August 1982, als er am ersten Spieltag jener Saison gegen den SK Rapid Wien in der Startelf stand und in der Halbzeitpause durch Ewald Türmer ersetzt wurde. Bis Saisonende kam er zu sechs Einsätzen für die Klagenfurter. Nach einer Spielzeit verließ er die Austria wieder.
In der Saison 1986/87 spielte er noch für den Zweitligisten SV St. Veit.

### Als Trainer
Beharić trainierte in der Saison 2006/07 den sechstklassigen FC Mölltal Obervellach. In der Saison 2007/08 trainierte er in der Jugend der Mölltaler. In der Saison 2012/13 wurde er ein zweites Mal Trainer des inzwischen fünftklassigen FC Mölltal. In der Winterpause verließ er den Verein wieder.
Im März 2018 übernahm er den sechstklassigen SV Stockenboi/Weißensee. Nach der Saison 2018/19 verließ er den Klub. Im September 2020 wurde er Trainer des ebenfalls sechstklassigen SV Malta.